# Michelangelo Agrusti
Michelangelo Agrusti (Palagiano, 14 gennaio 1953) è un politico italiano.

## Biografia
Fu sindaco di Casarsa della Delizia dal 1980 al 1990. È stato deputato dal 1987 al 1994 nella X (con la Democrazia Cristiana) e XI legislatura (con Democrazia Cristiana e Partito popolare italiano).
Dal 2012 al 2019 è stato presidente di Unindustria Pordenone e dal 2020 è presidente di Confindustria Alto Adriatico, l'associazione degli industriali delle ex-provincie di Gorizia, Pordenone e Trieste.
Dal 2020 è presidente della Fondazione pordenonelegge.it che organizza ogni anno il Festival Pordenonelegge.it - Festa del libro con gli autori.
Nel corso delle discussioni sul riarmo europeo, ho sottolineato come "Ci sono tante aziende che possono essere rapidamente riconvertite e che hanno lavorato per le reparti sofisticati dell'automotive, ci sono aziende del settore elettronico, aziende che hanno già lavorato nell'avionica, aziende che avevano già per prime prodotto droni sia pure da ricognizione, proprio nel territorio pordenonese".
Nel 2025 è stato a centro di una polemica con Coop Consumatori, riportata da tutte le fonti di stampa del Nord-Est e dal "Sole 24 ore", che invitava al boicottaggio delle merci israeliane accusandola di anti-semitismo, accusa alla quale la Coop ha ribattuto chiedendo che si togliesse la bandiera di Israele dall'edificio di Confindustria Pordenone.